# Galina Andriejewa
Galina Michajłowna Andriejewa (ros. Гали́на Миха́йловна Андре́ева; 13 czerwca 1924 w Kazaniu, zm. 31 maja 2014 w Moskwie) – radziecka socjolog i psycholog należąca do grupy pionierów radzieckiej psychologii społecznej.

## Odznaczenia i wyróżnienia
- Zasłużony Działacz Nauki RFSRR (1984)
- Zasłużony Profesor Uniwersytetu Moskiewskiego

## Publikacje
- Социальная психология. М., 1980
Galina Andreeva. Social Psychology. Moscow, Progress Publishers, 1990 ISBN 5-01-001989-2
Andrejevová, G. M. Sociální psychologie. Praha: Svoboda, 1984.
- Г. М. Андреева. Социально-психологические аспекты активизации человеческого фактора. „Вопросы психологии”. 3, s. 5-15, 1986. (ros.).

po angielsku
- Andreeva, G.M.. The Difficult Way of Social Psychology in Russia. „Psychology in Russia: State of the Art”. 2, s. 11-24, 2009. Russian Psychological Society. DOI: 10.11621/pir.2009.0001. ISSN 2307-2202. (ang.).
- G.M. Andreeva: The Development of Social Psychology in the USSR. W: Soviet and Western Perspective in Social Psychology. Lloyd H. Strickland (ed.). London: Pergamon Press, 1979, s. 57-68. ISBN 0-08-023389-9.

Przekłady na język polski
- Galina Andriejewa, E. P. Nikitin: Metoda wyjaśnienia w socjologii. W: Socjologia w ZSRR (Tyt. oryg.: Sociologiâ v SSSR). tł. Zbigniew Gajczyk et al. ; wybór artykułów oraz red. : G. W. Osipow. Warszawa: Państwowe Wydawnictwo Ekonomiczne, 1966, s. 94-108. (pol.).